# Jan Hloušek
Jan Hloušek (* 10. März 1950 in Karlsbad; † 27. April 2014 in Jáchymov) war ein tschechischer Geologe, Mineraloge und Historiker.

## Leben
Er besuchte in Karlsbad das Gymnasium, wo er 1968 das Abitur ablegte. Zwei Jahre zuvor hatte er bei einer Explosion im Labor seine linke Hand verloren, wodurch es für ihn sehr schwierig wurde, einen Studienplatz an der Karlsuniversität in Prag zu erhalten. Nach mehrfachen Versuchen erhielt er einen Studienplatz am Fachbereich Hydrologie und konnte nach einem absolvierten Semester das ihm thematisch wesentlich besser liegende Studium der Mineralogie aufnehmen.
Im Jahre 1976 verteidigte er an der Karlsuniversität in Prag seine Dissertation beim Mineralogen František Čech, nach dem das Mineral Čechit benannt wurde. Er erhielt den tschechischen akademischen Grad RNDr. Anschließend arbeitete er am Institut für Erzforschung in Mníšek pod Brdy. Hier hat er unter anderem die Debye-Scherrer-Kammern auf der Gandolfi-Methode modifiziert und verbessert. Im Jahre 1993 wechselte Jan Hloušek nach Jáchymov im Erzgebirge, wo er sich einem Forschungsprogramm im Bereich der Mineralogie widmete. Hier wurde er vor allem durch die wissenschaftliche Beschreibung der Mineralogie der Jáchymov-Lagerstätte bekannt. Er starb im Alter von 64 Jahren.

## Ehrungen
Aufgrund seiner außerordentlichen Verdienste zur besseren Kenntnis der lokalen Mineralogie, Geologie und Geschichte wurde ihm die Ehrenbürgerschaft seiner Heimatstadt verliehen.

## Werke (Auswahl)
- Obrys mušle. Poezie španělské avantgardy, Praha, 1979.
- Hornictví a geologie Božídarska, Boží Dar, 2006.
- Jáchymov – Joachimsthal, 1. Auflage, Jáchymov, 2016.
- Jáchymov – Joachimsthal, 2. Auflage, Jáchymov, 2017.
- Jáchymov, horský urbanistický skvost, který o návštěvníky nestojí … Abgerufen am 8. September 2017 (tschechisch).